# Orthonevra elegans
Espèce
Synonymes
Chrysogaster elegans Meigen, 1822
Orthonevra elegans est une espèce d'insectes diptères de la famille des Syrphidae, de la sous-famille des Eristalinae, de la tribu des Brachyopini et de la sous-tribu des Brachyopina. Elle est trouvée en Europe et Asie.